# Брере ле Фаверне
Брере ле Фаверне (фр. Breurey-lès-Faverney) насеље је и општина у источној Француској у региону Франш-Конте, у департману Горња Саона која припада префектури Везул.
По подацима из 2011. године у општини је живело 579 становника, а густина насељености је износила 29,72 становника/km². Општина се простире на површини од 19,48 km². Налази се на средњој надморској висини од 225 метара (максималној 415 m, а минималној 215 m).

## Демографија
| 1962. | 1968. | 1975. | 1982. | 1990. | 1999. | 2011. |
| ----- | ----- | ----- | ----- | ----- | ----- | ----- |
| 310   | 372   | 367   | 420   | 510   | 509   | 579   |

График промене броја становника у току последњих година